# Radonmessung

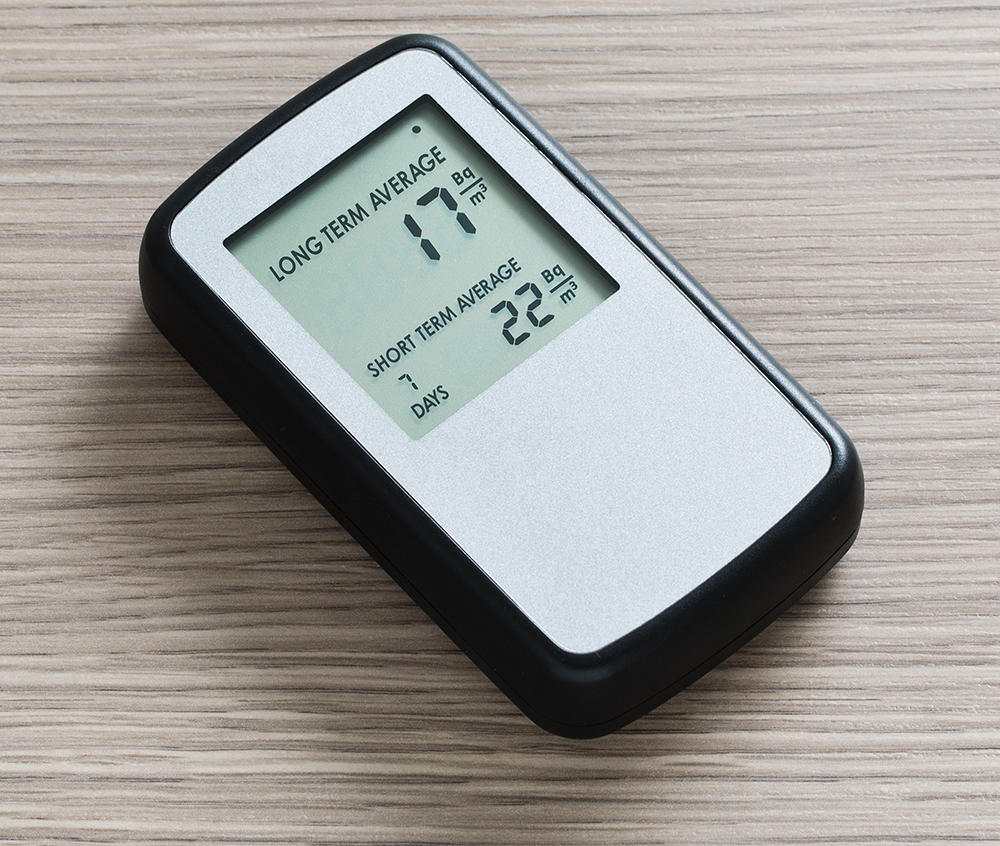
Aktives, digitales Radon-Messgerät für Langzeitmessungen

Die Radonmessung dient der Bestimmung des Anteils des radioaktiven Edelgases Radon in der Atemluft. Für die Messung gibt es je nach Anwendungszweck verschiedene Messgeräte. Sie reichen von kleinsten passiven Radonexposimetern bis zu sehr aufwändigen, computergesteuerten Sammelapparaturen.
Das in der Luft enthaltene Radon 222Rn führt beim Einatmen bei Zerfall unter Alphastrahlung in der Lunge zur Bildung von seinerseits unter Alphastrahlung zerfallendem Polonium und einer weiteren Zerfallskette und ist nach dem Rauchen die zweithäufigste Ursache für die Entstehung von Lungenkrebs (etwa 5 % der Fälle). Daher ist die Radonmessung ein wichtiger Zweig des Schutzes vor erhöhter natürlicher Radioaktivität.

## Radongasmessung oder Zerfallsproduktmessung
Unter Gesichtspunkten des Strahlenschutzes sind Messungen des Radongases und auch der Radon-Zerfallsprodukte sinnvoll. Die Zerfallsprodukt-Messungen erfassen so gut wie möglich die Wirkung auf den Menschen.
Zur Entscheidung zwischen der Messung von Radon oder seinen Zerfallsprodukten sind oft die speziellen Eigenschaften der verfügbaren Messverfahren und weniger die Gesichtspunkte der Strahlenwirkung zu berücksichtigen. Messgeräte für Radon sind meistens einfacher zu handhaben und billiger als Geräte für Zerfallsprodukte. Um den gesamten Aufwand bei einer großen Anzahl von Messungen klein zu halten, beginnt man mit einer Radongasmessung. Nur wenn das Messergebnis dicht an einem gesetzlichen oder empfohlenen Grenzwert liegt, erfolgt zusätzlich eine aufwändigere und aussagekräftigere Messung der Zerfallsprodukte. Die Strahlenschutzauflagen für Bergwerke sehen immer Zerfallsproduktmessungen vor.

## Passive und aktive Messverfahren

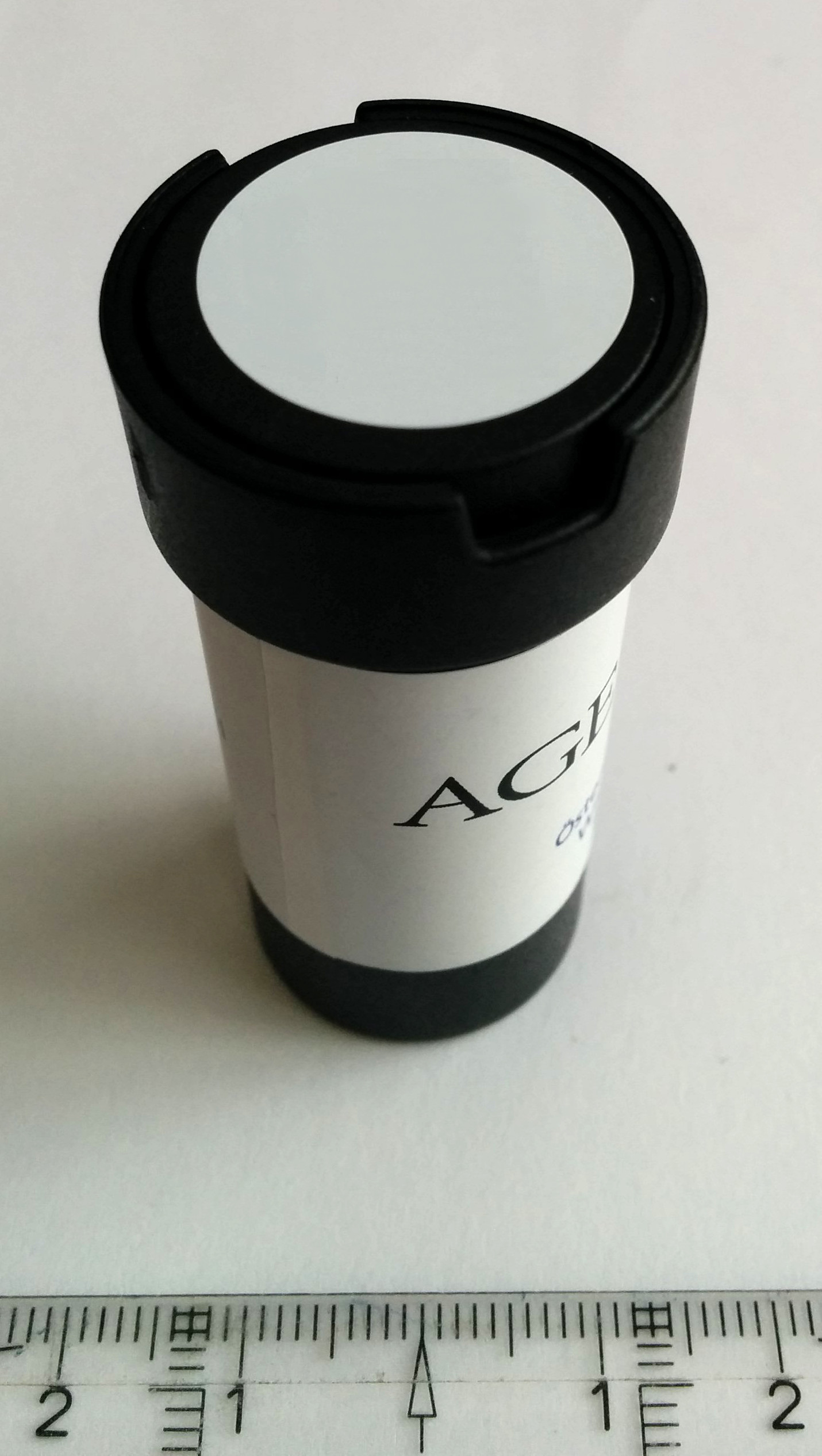
Passiver Kernspurdetektor zur Radonmessung in Wohnräumen

Für Radonmessungen gibt es eine Vielzahl unterschiedlicher Messgeräte. Es ist üblich, sie danach einzuteilen, ob sie Radongas oder Zerfallsprodukte messen und ob sie aktiv oder passiv arbeiten.
Kleine passive Messgeräte werden häufig als Radondosimeter oder -exposimeter bezeichnet. Sie arbeiten während der Messung ohne Betriebsenergie und sind deshalb in großen Stückzahlen preisgünstig anwendbar. Dem steht ein großer Laboraufwand gegenüber, um an die in den Geräten indirekt enthaltenen Messergebnisse zu kommen. Passive Geräte messen praktisch ausschließlich Radon. Das ist einer der Gründe, warum in Wohnhäusern bis auf wenige Ausnahmen das Radongas gemessen und bewertet wird. Verschiedene Messlabors versenden sie per Post und werten sie später in einem Labor aus.
Aktive Messgeräte arbeiten meistens mit Pumpen und elektronischen Strahlungsdetektoren und benötigen deshalb elektrische Energie während der Messung. Damit eignen sie sich für einen automatischen Betrieb. Ein Auswertelabor oder separate Auswerterechner sind nur selten erforderlich.
Die Mikroelektronik erlaubt elektronische Geräte, die mit einer Batterie bis zu einem Jahr messen können. In der Handhabung entsprechen sie passiven Geräten, benötigen aber kein Auswertelabor.

## Prinzipien der Radongasmessung

### Überblick
Zur Messung des Radongases gibt es zwar eine große Zahl verschiedener Messgeräte aber nur wenige Messprinzipien. Den meisten Verfahren liegt die Idee des Doppelfilterverfahrens zu Grunde. Es ist recht schwierig, einzelne Radonatome in einem Luftvolumen zu erfassen. Deshalb wird nicht das Radon selbst, sondern daraus in einer Apparatur entstehende Zerfallsprodukte gemessen.
Praktisch alle Radongasmessgeräte müssen kalibriert werden. Das geschieht in Radonkammern mit bekannter Radongaskonzentration. Zur Erzeugung des Radons dienen spezielle Radiumpräparate.

### Doppelfilterverfahren
Das Doppelfilterverfahren gibt es in zahlreichen Varianten. Eine Pumpe zieht Luft durch eine Messkammer mit einigen Litern Inhalt. Ein Eingangsfilter hält Zerfallsprodukte zurück, die sich bereits in der Raumluft befinden. In der Kammer bilden sich aus dem Radongas neue Zerfallsprodukte, die sich auf einem Auslassfilter (Messfilter) abscheiden. Ein Strahlungsdetektor misst die Radioaktivität des Auslassfilters. Im Kurzzeitbetrieb bis zu wenigen Stunden Sammelzeit sind relativ aufwändige Auswerterechnungen erforderlich. Im kontinuierlichen Langzeitbetrieb ist die Zählrate des Strahlungsdetektors der Radongaskonzentration proportional.

### Diffusionskammerverfahren
Am weitesten verbreitet für Radongasmessungen ist das Diffusionskammerverfahren. Die Idee entspricht dem Doppelfilterverfahren, jedoch ersetzt die natürliche Gasdiffusion die Pumpe. Die Messkammer ist wesentlich kleiner als beim Doppelfilterverfahren. Die Messempfindlichkeit ist meistens gering, deshalb ist dieses Verfahren nur für Langzeitmessungen ab ungefähr einem Monat geeignet.
Radongas diffundiert durch ein Einlassfilter in eine Messkammer mit ungefähr 10 cm3 Inhalt. Zerfallsprodukte, die sich in der Kammer bilden, scheiden sich an den Kammerwänden und auf einem eingebauten Strahlungsdetektor ab. Auch das Radongas in der Kammer liefert einen Beitrag zum Messsignal. Je nach Strahlungsdetektor gibt es aktive und passive Ausführungen.
Die aktive Ausführung verwendet meistens einen Halbleiterdetektor aus dem Halbleitermaterial Silicium für die beim Zerfall entstehende Alphastrahlung. Zur Erhöhung der Empfindlichkeit lässt sich die Messkammer vergrößern. Zusätzlich erhöht ein Hochspannungfeld zwischen den Kammerwänden und dem Detektor die Zählausbeute. In der Kammer frisch entstandene Radonzerfallsproduktatome sind elektrisch geladen und lassen sich deshalb gezielt auf die Detektoroberfläche leiten.
Bei der passiven Ausführung hat sich das Kernspurverfahren oder Ätzspurverfahren bewährt. Der Detektor besteht aus einer strahlungsempfindlichen Polykarbonatfolie. Auftreffende Alphastrahlung zerstört einen Teil der chemischen Bindungen. In einem Ätzbad aus Natron- oder Kalilauge löst sich der Kunststoff allmählich auf. Das geht an den Auftreffstellen der Alphateilchen besonders schnell. Deshalb entstehen Ätzspuren, die sich mit dem Mikroskop optisch erkennen und zählen lassen. Dieses passive Verfahren ist in DIN 25706-1 genormt.

### Adsorptionsverfahren
Das Adsorptionsverfahren oder Aktivkohleverfahren für Radongas ist in DIN 25706-2 genormt. Aktivkohle lagert an ihrer Oberfläche aus der Umgebungsluft Radongas an. Die von der Aktivkohle gesammelte Radioaktivitätsmenge ist ein Maß für die Radonkonzentration in der Umgebungsluft.
DIN bezeichnet diese Geräte als Radonsammler (auch Aktivkohledosimeter, Aktivkohleexposimeter genannt). Es sind Blechdosen mit ca. 100 g Aktivkohle oder Kunststoffröhrchen mit ca. 5 g Inhalt. Blechdosen lassen sich mit einem Gammaspektrometer auswerten. Das Spektrometer misst in dem Fall die Gammastrahlung der innerhalb der Dose aus dem Radongas entstandenen Zerfallsprodukte. Zur Auswertung der Röhrchen wird deren Kohle-Inhalt mit einem Flüssigszintillator vermischt, der auf Alpha- und Betastrahlung reagiert.

### Ionisationskammer-Verfahren
Die geschickte Anordnung von Elektroden mit relativ kleiner Betriebsspannung erzeugt in einer Ionisationskammer ein strahlungsempfindliches Volumen von einem Liter und mehr. Jeder Kernzerfall innerhalb dieses Volumens liefert einen sehr schwachen Ladungsimpuls an die Elektroden, der aufwändig verstärkt, aufbereitet und gezählt wird (Impulsionisationskammer). Bei sehr hohen Aktivitätskonzentrationen kann statt der Impulse ein Gleichstrom gemessen werden.

## Prinzipien der Zerfallsproduktmessung
Die Erfassung der nötigen Rohdaten ist bei Messungen der Radon-Zerfallsprodukte leichter als beim Radongas. Deshalb gibt es nicht so viele Messverfahren. Praktisch alle Messgeräte verwenden das Filterverfahren. Eine Pumpe saugt Umgebungsluft durch ein Messfilter. Die in der Luft enthaltenen Zerfallsprodukte scheiden sich auf der Filteroberfläche ab. Ein Strahlungsdetektor misst die Radioaktivität auf dem Filter. Je nach Anordnung, Pumpenleistung, Detektortyp, Betriebsablauf und Auswertemethode gibt es zahlreiche Varianten des Filterverfahrens. Am häufigsten sind Kurzzeitsysteme, die zunächst für einige Minuten das Messfilter besaugen. Anschließend erfolgt die Radioaktivitätsmessung des Filters. Kontinuierliche Verfahren messen die Filteraktivität während des Sammelvorganges.
Je nach Aufwand der Strahlungsmessung und Auswerterechnung kann eine bestimmte Anordnung nur eine Maßzahl (meistens die potentielle Alphaenergiekonzentration) für das Zerfallsproduktgemisch oder die genaue Zusammensetzung der Zerfallsprodukte liefern. Geräte mit automatisch laufenden Filterbändern ermöglichen einen wartungsfreien Betrieb über viele Monate und eine gute zeitliche Auflösung.
Die Kalibrierung eines Messgerätes für Radon-Zerfallsprodukte kann prinzipiell rein rechnerisch erfolgen. Die ersten Schritte dahin sind die Ermittlung des Luftdurchsatzes durch das Messfilter und die Ansprechwahrscheinlichkeit des Strahlendetektors. Der weit aufwändigere zweite Schritt ist die Berechnung der Aktivitätskonzentrationen in der Luft aus den Filteraktivitäten. Dafür ist die Lösung der Differentialgleichungen nötig, die die Umwandlung der unterschiedlichen Zerfallsprodukte auf dem Filter nach dem Zerfallsgesetz, sowie den Sammelvorgang beschreibt.
Mehrere Autoren liefern für spezielle, feste Zeitabläufe aus Probenahme und Radioaktivitätsmessung Auswerteformeln. Modernere Geräte besitzen eigene Mikrocomputer, die während des Sammelvorganges die nötigen Daten erfassen und in Echtzeit das zugehörige Gleichungssystem lösen. Sie zeigen das fertig berechnete Messergebnis bereits während der Messung an.
Für die Prüfung und den Vergleich von Messgeräten untereinander gibt es wenige große Radontestkammern. Das Mischungsverhältnis der Zerfallsprodukte darin kann beeinflusst aber nicht individuell eingestellt werden. Es ist immer eine Filtermessung nötig, um den Inhalt der Kammer genau zu kennen. Die Prozedur dafür ist auf minimale Messfehler und nicht wie die meisten kommerziellen Geräte auf leichte Handhabung oder automatischen Betrieb ausgerichtet.

## Messgrößen für Radon und seine Zerfallsprodukte
Wie bei den meisten radioaktiven Stoffen ist die übliche Mengenangabe für Radongas die Aktivität in Becquerel (Bq). Die Maßeinheit für die Radonkonzentration in Luft ist dementsprechend Bq/m3. Im Freien beträgt die mittlere Radonkonzentration ungefähr 10 Bq/m3, in Wohnräumen sind es ungefähr 50 Bq/m3 und in den Luftporen im Erdboden ungefähr 20.000 Bq/m3.
Das Zeitintegral der Radonkonzentration heißt Radonexposition mit der Einheit Bq h/m3. Es ist praktisch die aufsummierte Radonkonzentration, der ein Mensch oder ein Messgerät während einer bestimmten Zeitspanne ausgesetzt ist.
Wesentlich komplizierter ist eine sinnvolle quantitative Angabe der Radon-Zerfallsprodukte, weil es sich dabei um ein Gemisch aus mehreren unterschiedlichen Strahlern handelt. Der professionelle Strahlenschutz in Uranerzbergwerken hat eine ganze Reihe ungewöhnlicher Messgrößen dafür hervorgebracht, von denen die gebräuchlichste die potentielle Alphaenergiekonzentration in J/m3 oder MeV/l ist.
Die gleichgewichts-äquivalente Radonkonzentration beschreibt ebenfalls die Konzentration der Radon-Zerfallsprodukte und entspricht der potentiellen Alphaenergiekonzentration. Sie hat die Einheit Bq/m3 und darf nicht mit der Radongas-Konzentration verwechselt werden.

## Radonmessungen in Gebäuden
Um sicher unterhalb einer Radonkonzentration zu bleiben, oberhalb der Gesundheitsschäden nachweisbar sind, wird von den zuständigen Behörden darauf orientiert, in Aufenthaltsräumen den Wert von 100 Bq/m³ als Zielwert für die maximal zulässige Radonkonzentration anzusetzen. Die Erfahrungen von internationalen Messvergleichen in den letzten 20 Jahren haben gezeigt, dass die Abweichung von Messwerten verschiedener Messgeräte durchaus mehr als 100 % betragen kann. In diesem Zusammenhang ist es nicht nur sinnvoll, sondern auch notwendig, auf Messverfahren zurückzugreifen, die für den jeweiligen Messzweck auch geeignet sind. Zudem muss besonderer Wert auf die Messgenauigkeit, d. h. eine gültige Kalibrierung der verwendeten Messgeräte durch eine akkreditierte Kalibrierstelle, gelegt werden.
Nachfolgend wird darauf eingegangen, ob Übersichtsmessungen für eine erste Beurteilung ausreichen, oder ob genauere Messungen, beispielsweise Bewertungsmessungen, für eine Entscheidung über Sanierungsmaßnahmen notwendig sind.

### Übersichtsmessungen
Eine Übersichtsmessung (Screening-Messungen) dient der Entscheidung, ob Bewertungsmessungen folgen müssen. Eine Übersichtsmessung der Radonkonzentration sollte in einem der Aufenthaltsräume des Untergeschosses eines Hauses erfolgen. Dabei werden nach Möglichkeit Messzeiten von mehr als einer Woche, besser ein bis zwei Monaten, gewählt. Bei Messzeiten bis zu drei Tagen sollten bereits einen Tag vor Beginn und auch während der Messung Fenster und Türen möglichst geschlossen bleiben, um eine aus der Sicht des Strahlenschutzes konservative Bewertung des Messergebnisses vornehmen zu können. An Tagen mit starkem Wind oder großer Hitze dürfen keine Kurzzeitmessungen erfolgen.
Für Entscheidungsfindungen, beispielsweise im Zusammenhang mit dem Verkauf eines Hauses/Wohnung, sind Übersichtsmessungen mit Messzeiten von wenigen Tagen nicht geeignet. Ist jedoch das Messergebnis der Radonkonzentration aus einer Übersichtsmessung kleiner als ein Viertel der Entscheidungsschwelle, ist mit hoher Wahrscheinlichkeit davon auszugehen, dass die Entscheidungsschwelle nicht überschritten wird.

### Bewertungsmessungen
Bewertungsmessungen liefern Daten zur Entscheidung über eine eventuelle Sanierung. Um die Radonexposition der Bewohner eines Hauses bzw. einer Immobilie zu bewerten, muss der langzeitige Mittelwert der Radonkonzentration bestimmt werden. Zu diesem Zweck sind Messungen über zwölf aufeinander folgende Monate erforderlich. Ersatzweise können Messungen über einen Zeitraum von drei Monaten, vorzugsweise während der Übergangsperioden Frühjahr und Herbst, erfolgen. Die Messungen selbst sollten in drei getrennten Räumen wie beispielsweise Wohn-, Schlaf- und Kinderzimmer durchgeführt werden.

### Kontinuierliche Messungen
Kontinuierliche Messungen erfassen den zeitlichen Verlauf der Radonkonzentration. Die meisten elektronischen Geräte für Radongas oder Radon-Zerfallsprodukte sind kontinuierlich messende. Das zeitliche Auflösungsvermögen der einzelnen Gerätetypen ist unterschiedlich und variiert in der Regel zwischen wenigen Minuten und einem Tag. Die gespeicherten Messdaten können nach Beendigung der Messung ausgelesen werden.
Kontinuierliche Messungen während weniger Monate können bereits Auskunft geben, ob auf eine Sanierung verzichtet werden kann. Sind alle Spitzenwerte unterhalb des Zielwertes, überschreitet ihn auch der Jahresmittelwert mit größter Wahrscheinlichkeit nicht.

### Bewertung von Messverfahren
Die nachfolgende Übersicht zeigt die gängigsten Verfahren zur Radonmessungen mit Angaben zu ihrer Eignung für verschiedene Messaufgaben.
| Messverfahren                    | Übersichtsmessung | Bewertungsmessung        |
| -------------------------------- | ----------------- | ------------------------ |
| Aktivkohle-Röhrchen              | geeignet          | nicht geeignet           |
| Aktivkohle-Dosen                 | geeignet          | nicht geeignet           |
| Kernspur-Verfahren               | geeignet          | geeignet                 |
| Elektret-Verfahren               | bedingt geeignet  | geeignet                 |
| Aktive Radongas-Messgeräte       | geeignet          | geeignet, aber aufwändig |
| Radon-Zerfallsprodukt-Messgeräte | geeignet          | geeignet, aber aufwändig |

Zur Auswahl der Messpunkte in Gebäuden müssen einige grundlegende Gesichtspunkte beachtet werden:
- Auswahl von zwei im EG liegenden Aufenthaltsräumen und, falls vorhanden, eines Raums im KG
- Aufstellung nach Möglichkeit in der Raummitte in ca. 1 bis 2 m Höhe über dem Fußboden;
- Mindestabstand von 30 cm von Wänden, Decke und Fußboden (störender Einfluss des Thorons);
- Messgeräte dürfen während der Messzeit nicht in geschlossene Schränke gestellt werden.

### Messpraxis
Bei den weltweit am meisten eingesetzten Messgeräten handelt es sich um passive Radonexposimeter nach DIN 25706-1, das sind Radon-Diffusionskammern mit Kernspurdetektoren. Diese Messgeräte eignen sich sowohl für Übersichts- als auch Bewertungsmessungen mit typischen Messzeiten von einem Monat bis zu einem Jahr.
Die kontinuierlich messenden Geräte elektronischer Bauart (aktive Geräte) können den Verlauf der Radonkonzentration zeitaufgelöst erfassen. Allerdings eignen sich diese Geräte aufgrund der zur Zeit (2006) noch vergleichsweise hohen Kosten gegenüber den Radon-Diffusionskammern nur bedingt für Messungen in Häusern.
Wird mit einer langzeitintegrierenden Radon-Diffusionskammer eine erhöhte Radonkonzentration festgestellt, ist zur Auffindung der Eintrittspfade von Radon in das betreffende Gebäude der Einsatz kontinuierlich messender Geräte mit zeitaufgelöster Darstellung des Verlaufes der Radonkonzentration unumgänglich.
Kein Haus ist wie das andere. Aus dem Messwert der Radonkonzentration in einem Haus können keinerlei Rückschlüsse auf die zu erwartenden Radonmesswerte in den Nachbarhäusern gezogen werden.

### Qualitätssicherung und Messsicherheit
Der statistische Charakter des radioaktiven Zerfalls äußert sich bei Wiederholungsmessungen in Schwankungen der Messwerte. Die Zahlenwerte der Messgröße Aktivitätskonzentration schwanken von einer Messung zur nächsten. Je kleiner die Messgröße ist, umso größer sind die Schwankungen der Messwerte. Aus diesem Grund sollten mit Radon-Diffusionskammern auf der Basis von Kernspurdetektoren keine Messungen mit Messzeiten unter einem Monat durchgeführt werden, wenn zu erwarten ist, dass die Radonkonzentration im Gebäude unter 100 Bq/m³ liegt.
Ähnliches gilt für die kontinuierlich messenden aktiven Geräte: Hier sollte bei vergleichsweise niedrigen Radonkonzentrationen über einen Zeitraum von mindestens zwölf Stunden gemessen werden. Bei diesen Geräten ist darüber hinaus zu beachten, dass nach Beginn einer Messung, also nach dem Einschalten dieser Geräte, die ersten zwei oder gar drei angezeigten Messwerte nicht immer repräsentativ sind.
Ein sehr wichtiger Aspekt bei der Bewertung von Messergebnissen ist die Qualitätssicherung bei allen zum Einsatz gelangenden Radon-Messgeräten. Für die Ermittlung der Strahlenexposition bei Arbeiten nach § 95 Anlage XI Teil A der novellierten Strahlenschutzverordnung, d. h. für Beschäftigte in Anlagen zur Wassergewinnung, -aufbereitung und -verteilung, Radon-Heilbädern und Bergwerken, gilt seit dem 15. Dezember 2003 die „Richtlinie für die Überwachung der Strahlenexposition“. Demnach sind kontinuierlich messende Geräte mit Direktanzeige für den Messzweck geeignet, wenn sie über eine Kalibrierung einer akkreditierten Kalibrierstelle (Physikalisch-Technische Bundesanstalt PTB Braunschweig oder Bundesamt für Strahlenschutz BfS Berlin) verfügen und diese nicht älter als zwei Jahre ist.
Radon-Diffusionskammern sind für den Messzweck geeignet, wenn die Messstelle mit den von ihr ausgegebenen Messgerätetypen an einer Überprüfung des BfS entsprechend der ISO/IEC 17025, die für Prüflabore noch über die Forderungen der ISO 9001 hinausgeht, teilnimmt und die Eignung durch das BfS festgestellt wird. Seit Anfang 2006 gilt sogar die Forderung, dass die betreffenden Messstellen eine Akkreditierung von einer evaluierten Akkreditierungsstelle oder eine Anerkennung als Messstelle von der Leitstelle BfS zur Überwachung der Umwelt auf natürliche radioaktive Stoffe vorzulegen haben.
Die Radon-Sanierung von Gebäuden ist in der Regel mit vergleichsweise hohem bautechnischen Aufwand und demzufolge hohen Kosten verbunden. In diesem Zusammenhang ist es ratsam, auch für Messungen außerhalb des Geltungsbereiches des § 95 StrlSchV die o. g. Maßstäbe anzusetzen, um mögliche rechtliche Konsequenzen infolge nicht ordnungsgemäß kalibrierter Messgeräte von vornherein auszuschließen.

### Zusammenfassung
Die Kriterien zur Auswahl eines geeigneten Messsystems zur Bestimmung der Radonkonzentration umfassen nicht nur messtechnische Anforderungen an die einzelnen Verfahren, sondern auch ökonomische Gesichtspunkte. In diesem Zusammenhang spielt die Messgenauigkeit eine entscheidende Rolle. Auch die Dauer einer Messung, d. h. die Entscheidungsfindung ob Kurzzeitmessung oder Langzeitmessung, ist ein wesentliches Kriterium für die Ermittlung repräsentativer Ergebnisse der Radonkonzentration. Darüber hinaus sollten Radonmessungen nur mit Messgeräten erfolgen, die über eine gültige Kalibrierung durch eine der o. g. evaluierten Stellen verfügen.